# Dionysius Exiguus
Dionysius Exiguus (Diviš Malý, míněno skromný; asi 470 – asi 544) byl římský kněz skytského původu z území nynější Dobrudže v Rumunsku a člen komunity nazývané „Skytští mniši“.
Přibližně od roku 500 žil v Římě, kde jako učený člen římské kurie přeložil z řečtiny do latiny 401 církevních kánonů, včetně kánonů apoštolských a koncilních dekretů z Nikaie, Konstantinopole a Chalkedonu, a také kolekci papežských dekretálů od Siricia po Anastasia II. Tyto sborníky byly na Západě velmi ceněny stejně jako průvodce kostelní administrativou. Dionysius napsal také pojednání o elementární matematice. Beda Ctihodný o něm hovoří jako o opatu (představený mnichů), i když Dionysiův přítel Cassiodorus uvádí v díle zvaném Institutiones, že ještě na sklonku života byl prostým mnichem.

## Křesťanský letopočet
Dionysius je nejznámější jako tvůrce křesťanského letopočtu (éry), který počítá léta od domnělého narození Ježíše Krista. Je používáno pro číslování let (ročení) Gregoriánského a Juliánského kalendáře. Tuto dataci využil při výpočtu stanovení Velikonoc ve svých velikonočních tabulkách, ale nepoužil při tom žádnou ověřitelnou historickou událost. Když pracoval na svých tabulkách, roky Juliánského kalendáře byly označovány jménem konzula, který ten rok vykonával svůj úřad – on sám uváděl že „současný rok“ byl rokem „konzulství Probuse Juniora [Flavius Probus]“, který také označil jako 525. rok „od chvíle inkarnace [vtělení] našeho Pána Ježíše Krista“, zkráceně léta Páně, latinsky anno Domini. Jakým způsobem dospěl k tomuto datu není známo, protože o tom nezanechal žádné dokumenty. Jím vynalezený systém číslování let měl nahradit datování podle diokleciánské éry, které se používalo při tvorbě starých velikonočních tabulek, protože nepovažoval za vhodné číslovat roky od nástupu k moci císaře, který proslul pronásledováním křesťanů. Dionysiův letopočet se stal převažujícím systémem číslování roků v Západní Evropě až poté, co ho použil Beda Ctihodný ve své Historia ecclesiastica gentis Anglorum, dokončené roku 731.

### Dionysiův výpočet data dne Ježíšova narození
Neznáme spolehlivě způsob, jakým Dionysius dospěl k datu Kristova narození.
Historikové se ale domnívají, že se jim podařilo rekonstruovat postup jeho uvažování. Dionysius patrně vycházel ze tří základních poznatků:
1. K ukřižování Krista došlo zhruba před pěti sty lety od Dionysiovy doby.
2. Kristus zemřel ve věku třiceti let.
3. Kristus vstal z mrtvých o Velikonocích dne 14. nisanu židovského kalendáře, což je 25. březen našeho kalendáře.

Na základě třetího poznatku vyhledal Dionysius ve svých tabulkách nejbližší rok, na který připadne velikonoční neděle opět na 25. března. Tímto rokem byl rok 279 diokleciánské éry, neboli rok 563 n. l. Od tohoto roku odečetl číslo 532 – tzv. velkou indikaci. To je výsledkem násobení čísel 19 (měsíční kruh) a čísla 28 (sluneční kruh). Po 532 letech tedy odpovídají čísla dnů v měsíci stejným dnům v týdnu i stejné měsíční fázi, z čehož vyplývá že po 532 letech připadají Velikonoce na stejné dny, které zaujímaly před touto dobou. Po odečtení velké indikace došel Dionysius k závěru, že Kristus vstal z mrtvých 25. března roku 31 n. l. Po odečtení předpokládaného Kristova věku, tj. 30 let, pak dospěl k datu jeho předpokládaného narození. Z toho vyplývá, že v roce 1 se Kristus nenarodil, nýbrž měl první narozeniny.

### Výpočet z dnešního pohledu
Dnes se ví, že se Dionysius dopustil při výpočtu roku Kristova narození několika chyb:
1. K výpočtu Dionysius použil křesťanské tabulky, které samozřejmě Židé k určení svého svátku Pesach nepoužívali. Z toho vyplývá, že data židovských a křesťanských Velikonoc nejsou shodná, protože nejsou shodná pravidla, podle nichž se přesné datum určuje.
2. Délka Kristova života se nedá z evangelií jednoznačně zjistit. Jedinou informaci o Kristově věku nalezneme v Lukášově evangeliu (3, 23), kde je uvedeno, že Ježíš byl na začátku svého veřejného působení (po křtu) asi třicetiletý. O délce Kristova působení nás evangelia neinformují jednoznačně, ale z různých náznaků se tato doba odhaduje na 1–3 roky. Současná křesťanská tradice pak tvrdí, že Kristus nezemřel jako jednatřicetiletý, ale jako třiatřicetiletý.
3. Podle evangelií se Ježíš Kristus narodil za vlády judského krále Heroda Velikého (714–750 po založení Říma), čemuž Dionysiem vypočtený rok 753 po založení Říma nevyhovuje.
4. Již v Dionysiově době považovali někteří 25. březen za datum Kristovy smrti a nikoli vzkříšení.

V současné době se většina badatelů přiklání k názoru, že Ježíš Kristus se narodil v rozpětí let 7–4 př. n. l., přičemž se mnozí přiklánějí k roku 7 př. n. l., kdy došlo k velmi vzácné a v astrologii velevýznamné třikrát se opakující konjunkci Saturna (židovské planety) a Jupitera (královské planety) ve znamení ryb (4. června, 23. září a 13. prosince). Domněnku, že betlémská hvězda vlastně nebyla kometa, ale zvláštní uspořádání planet, vyslovila řada vědců a církevních představitelů, mezi prvními např. Tertullianus.

## Velikonoční tabulky
V roce 525 Dionysios připravil z vlastní iniciativy tabulky budoucích dat Velikonoc a soubor „argumentů“ vysvětlujících jejich výpočet (computus). Nestalo se tak tedy z popudu papeže Jana I. Všimněme si dobře, že pouze prvních devět argumentů je od Dionysia – argumenty 10 až 16 stejně tak jako druhý odstavec ze 3 a 4 argumentu a třetí odstavec z devátého argumentu byly vloženy později. Argumenty 11 a 12 naznačují, že tyto byly vloženy roku 675, krátce před Bedou. Dionysios představil své tabulky a argumenty prostřednictvím dopisu biskupovi Petroniovi (psaném také roku 525) a dalším doplňujícím vysvětlujícím dopisem (psaný roku 526). Tyto práce ve svazku 67 z 217 svazků Patrologia Latina také zahrnují dopis od biskupa Proteria z Alexandrie papeži Lvu Velikému (napsaný před rokem 457). Ačkoliv nemá název od Dionysia, byla tato kolekce nedávno nazvána Liber de Paschate (Kniha o Velikonocích) podle Audetteho.
Dionysios ignoroval oficiální tabulky používané římskou církví, které byly zhotovené roku 457 Victoriem z Akvitánie, přičemž si stěžoval že se nepodřídila alexandrijským zásadám aniž by uznala jejich existenci. Pro jistotu, že jeho vlastní tabulky byly správné, jednoduše prodloužil sadu tabulek zhotovených v Alexandrii, které obíhaly v latině na západě, ale nikdy nebyly na západě využívány pro určování data Velikonoc (přesto byly používány v Byzantské říši, v řečtině). Latinské tabulky byly připraveny podřízeným biskupa Cyrila Alexandrijského krátce před jeho smrtí roku 444. Pokryly periodu 95 let neboli pěti cyklů měsíčních kruhů (19 let) v letech datovaných podle Diokleciánovy éry, jejíž první rok vychází na rok 285 n. l. (moderní historické datum ve vývoji Velikonoc). Diokleciánské roky byly výhodné neboť jejich rozčlenění na 19 poskytuje zbytek rovnající se roku decennovenálního cyklu (1–19).
Epakta (stáří měsíce k 22. březnu) všech prvních decennovenálních let byla nula, čímž se stal Dionysius prvním známým latinským středověkým spisovatelem používající číslici nula. Latinské slovo nulla, znamenající nic, bylo použito proto, že pro nulu neexistovala žádná římská číslice. Nula může být pravděpodobně nalezena v dřívějších latinských matematických pojednáních, poskytujících informaci o slovu, ale ne o symbolu. Pro určení decennovenálního roku byl dělen Dionysijký rok plus jedna číslem 19. Pokud vyšel výsledek 0 (byl nahrazen číslem 19), pak byl představován latinským slovem nihil, což znamená nic. Obě byla jako nula používána všemi pozdějšími středověkými počtáři (počítající Velikonoce), ukazující, že je mylný předpoklad v tom, že číslo nula bylo v Západní Evropě neznámé, dokud ho jako symbol (0) nepřevzala ve 12. století od muslimů.
Dionysius zkopíroval poslední decennovenální cyklus Cyrilliánských tabulek končících rokem 247 Diokleciánské éry a poté přidal nových 95 let tabulek číslovaných podle Anni Domini Nostri Jesu Christi (Léta našeho Pána Ježíše Krista), protože, jak vysvětloval Petroniovi, nechtěl pokračovat v číslování let vzpomínkou na tyrana, který pronásledoval křesťany. Jediným důvodem, který udával pro začátek jeho nových 95letých tabulek rokem 532, bylo, že ještě šest let zbývalo z Cyrilliánských tabulek po roce, kdy začal psát své tabulky. Pro pozdější roky uváděl, že to bylo 525 let po inkarnaci Krista, bez určení pozdějších událostí v jiných kalendářích. Nepochopil, že se data Alexandrijských Velikonoc opakují po 532 letech, navzdory zjevné znalosti viktoriova 532 ročního 'cyklu', oznamujíce pouze to, že se Velikonoce neopakují po 95 letech. Věděl že viktoriovy Velikonoce nesouhlasí s alexandrijskými Velikonocemi, takže bezpochyby předpokládal, že nemají žádný vztah k alexandrijskému cyklu. Mimoto zřejmě nerealizoval jednoduché vynásobení devatenáctky (decennovenální cyklus) čtyřmi (cyklus přestupných let) a sedmi (týden), které určuje 532 let v alexandrijském cyklu, jinak by takovou prostou skutečnost uvedl.

## Přijetí dionysijkých tabulek
Neexistuje žádný důkaz, že by římská církev přijala dionysijké tabulky dříve než v desátém století, i když je možné že platili již někdy v průběhu šestého století. Většina představitelů britské církve je přijala synodě ve Withby roku 664, a přestože jen malé množství klášterů a kostelů je odmítlo přijmout, trvalo přes 300 let než je přijaly i poslední členové britské církve. Franská církev (Francie) tyto tabulky přijala později až v devátém století pod patronátem Alcuina, poté co přijel z Británie.
Ačkoliv Dionysius uvádí, že První nikajský koncil v roce 325 schválil jeho metodu datování Velikonoc, dochované dokumenty nejsou jednoznačné. Koncilní kánon předpokládá mlčky, že římská a alexandrijská metoda jsou stejné i kdyby tomu tak nebylo, zatímco zástupci z Alexandrie uvádí v dopise svým bratrům, že právě jejich metoda byla podporována koncilem. V obou případech byla 'Dionysiova' metoda používána církví v Alexandrii (ale ne římskou církví) přinejmenším již roku 311, ale s velkou pravděpodobností již v prvním desetiletí čtvrtého století, jak je uvedeno v koptském alexandrijském kalendáři. Tím je zřejmé, že Dionysius nevyvinul žádnou novou metodu v datování Velikonoc. Jeho největší zásluhou bylo, že převedl argumenty z alexandrijského kalendáře do kalendáře juliánského. Vyplývající juliánské datum pro Velikonoce byla neděle následující po Luně XIV (14 den měsíčního cyklu), která se vyskytne na nebo po XII Kalendas Aprilis (21. březen) (12 dní před 1. dubnem, včetně). 14 den měsíčního cyklu, Nisan 14, bylo datum židovského kalendáře, kdy se zabíjela velikonoční jehňata (v pozdním odpoledni) do té doby, než zničení druhého chrámu v roce 70 bránilo jejich pokračujícímu obětování, stejně tak jako den, kdy musí být sebrány všechny zbytky a drobky kynutého chleba a spáleny. Z tohoto důvodu byl Nisan 14 dnem přípravy na Pesach. Alexandrie si ho snad vybrala proto, že to byl den, kdy byl podle Janova evangelia Kristus ukřižován (18:28, 19:14), v přímém rozporu k synoptickým evangeliím (Matouš 26:17, Marek 14:12, a Lukáš 22:7), která uvádí, že byl ukřižován poté, co jedl Seder, svou poslední večeři. Tehdy i nyní se Seder jedl po západu slunce na počátku 15. Nisanu. Protože Dionysiova metoda výpočtu Velikonoc používala data v Juliánském kalendáři, nazývá se také Juliánské Velikonoce. Tyto termíny Velikonoc jsou ještě používány bezmála v celé ortodoxní církvi. Gregoriánské Velikonoce používají stejnou definici, jen vztaženou k vlastním solárním a lunárním datům.

## Kritika a opravy dionysijkých tabulek
Již od druhého století některá biskupství ve východní části Římské říše počítala roky od narození Krista, ale neexistovala mezi nimi žádná dohoda na správnosti této datace – o těchto pokusech psali Kléméns Alexandrijský (cca 190) a Eusebios z Kaisareie (cca 320). Protože Dionysius neumístil inkarnaci (vtělení) Krista do jednoznačného roku, kompetentní vědci oba roky AD 1 (1 rok po narození Krista) a 1 BC (1 rok před narozením Krista). Nejvíce byl preferován rok 1 před narozením Krista (historici nepoužívají rok nula). Protože výročí vtělení připadalo na 25. března, což bylo blízko Velikonoc, roku který byl 525 let „od chvíle vtělení“, mlčky předpokládal, že od Velikonoc uplynulo celých 525 let. Díky tomu by se měl den po roce od vtělení označovat jako 25. březen 1, ve smyslu toho, že Dionysus umístil vtělení na 25. březen roku 1 př. n. . Vzhledem k tomu, že narození Ježíše proběhlo o devět měsíců později, Dionysos mlčky předpokládal bez toho, že by to kdy uvedl, že se Kristus narodil 25. prosince roku 1 př. n. l. Jediný učenec, Georges Declerq (Declerq, 2002), se domnívá, že umístil vtělení a narození do roku 1 n. l., zakládajíce svůj závěr na struktuře Dionysiových velikonočních tabulkách. V obou případech Dionysius ignoroval své předchůdce, kteří obvykle umísťovali narození Krista do dnešního roku 2.
Kepler byl první, který si všiml, že se Kristus narodil za vlády Heroda (Matouš 2:1–18), jehož smrt umístil do roku 4 př. n. l. Kepler vybral tento rok protože Josef Flavius uvádí, že krátce před Herodovou smrtí proběhlo zatmění Měsíce. Byla navrhována i jiná zatmění, která by se mohla vázat k Herodově smrti. Podle Josefa Flavia zemřel Herodes v roce 3 př. n. l.